# Assassinat de Red Barn

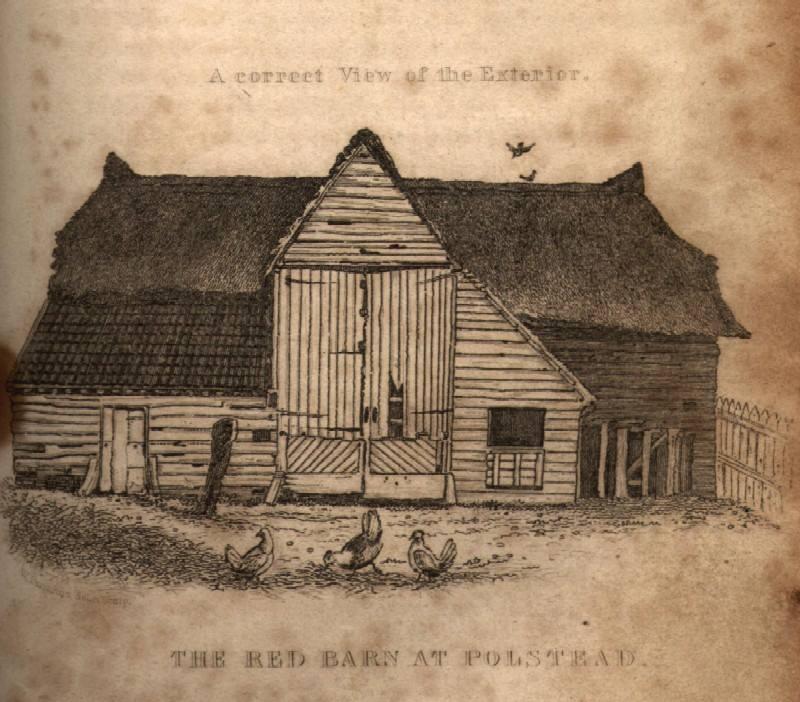
L'escenari de l'assassinat, el graner vermell, anomenat a causa del seu sostre mig enrajolat d'argila vermella, que es pot veure a l'esquerra de la porta principal d'aquest esbós. La resta de la teulada era de palla.

L'Assassinat de Red Barn va ser un assassinat notori comès a Polstead, Suffolk, Anglaterra el 1827. Una jove, Maria Marten, va morir a trets disparats pel seu amant William Corder. Els dos havien disposat a reunir-se al Red Barn, una fita local, abans d'escapar-se un cop casats a Ipswich. Maria mai va tornar a ser vista viva i Corder va fugir de l'indret. Ell va enviar cartes a la família de Marten afirmant que estava en bon estat de salut, però el seu cos va ser descobert enterrat més tard al graner després que la seva madrastra parlés d'haver somiat amb l'assassinat.
Corder va ser localitzat a Londres, on s'havia casat i va començar una nova vida. Va ser retornat a Suffolk i declarat culpable d'assassinat en un judici molt difós. Va ser penjat a Bury St Edmunds el 1828 i una gran multitud va presenciar l'execució. La història va provocar nombrosos articles de diari, cançons i obres de teatre. El poble on s'havia produït el crim es va convertir en un atractiu turístic i el graner va ser desballestat a causa de la quantitat caçadors de souvenirs que n'agafaren fragments. Les obres de teatre i balades es van mantenir populars al llarg del segle següent i es continuen interpretant avui.

## Assassinat

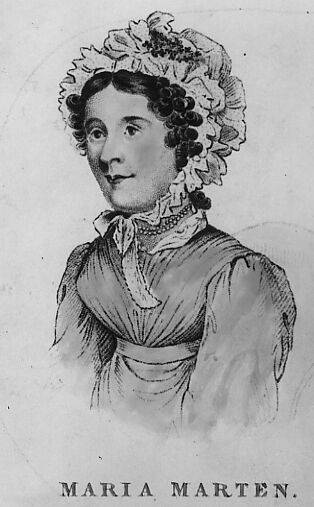
Maria Marten; la seva germana Ann, que s'assemblava molt físicament a Maria, va ser la model d'aquest esbós que va aparèixer al relat de Curtis sobre el cas

Maria Marten (nascuda el 24 de juliol de 1801) era filla de Thomas Marten, un caçador de talps de Polstead, Suffolk. El març de 1826, quan tenia 24 anys, va formalitzar una relació amb William Corder, de 22 anys. Marten era una dona atractiva i les seves relacions amb homes del barri ja havien donat lloc a dos fills. Un va morir de petit, el fill del germà gran de William Thomas, però l'altre, Thomas Henry, encara estava viu en el moment en què Corder la va conèixer. El pare de Thomas Henry, Peter Matthews, no es va casar amb Marten, però enviava regularment diners per proveir el fill.
William Corder (nascut el 1803) era el fill d'un agricultor local i tenia fama de defraudador i seductor. Va ser conegut com a "Foxey" a l'escola per la seva agudesa. Havia venut fraudulentament els porcs del seu pare, tot i que el seu pare havia resolt l'assumpte sense implicar la llei, però Corder no havia canviat el seu comportament. Més tard va obtenir diners passant un xec falsificat de 93 £ i havia ajudat el lladre local Samuel "Beauty" Smith a robar un porc d'un poble veí. Quan Smith va ser interrogat pel guàrdia local sobre el robatori, va fer una declaració profètica sobre Corder: "Que em maleeixin si no acaba penjat algun d'aquests dies". Corder havia estat enviat a Londres en desgràcia després de la venda fraudulenta dels porcs, però va ser retornat a Polstead quan el seu germà Thomas es va ofegar intentant creuar un estany gelat. El seu pare i els seus tres germans van morir uns 18 mesos l'un de l'altre i només William va romandre per dirigir la granja familiar amb la seva mare.
Corder va voler mantenir un secret la seva relació amb Marten, però ella va donar a llum el seu fill el 1827 als 25 anys, i aparentment tenia interès que ella i Corder es casessin. El nen va morir (informes posteriors van suggerir que podria haver estat assassinat), però aparentment Corder tenia la intenció de casar-se amb Marten. Aquell estiu, en presència de la seva madrastra, Ann Marten, ell va suggerir que l'havia coneguda a Red Barn, on es van proposar de casar-se per elopement a Ipswich. Corder va afirmar que havia sentit rumors que els oficials de la parròquia anaven a perseguir a Maria per tenir fills bastards. En un primer moment, va suggerir que es casarien el dimecres al vespre, però més tard va decidir endarrerir-se fins al dijous al vespre. Dijous va tornar a endarrerir-se; segons algunes fonts, el seu germà que es troba malalt va ser esmentat com a motiu, tot i que la majoria afirma que tots els seus germans estaven morts en aquesta època. El divendres, 18 de maig de 1827, ell va aparèixer durant el dia a la cabana de Martens i, segons Ann, va dir a Maria que havien de marxar de seguida, ja que havia sentit que el guàrdia local havia obtingut un mandat per perseguir-la fiscalment (no s'havia obtingut el mandat, però no se sap si Corder mentia o es va equivocar). Maria estava preocupada per no poder sortir a la llum del dia, però Corder li va dir que havia de vestir-se amb roba d'home per evitar la sospita, i ell portaria les coses al graner on es trobarien i es canviaria de nou per continuar el viatge fins a Ipswich.

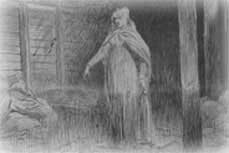
El fantasma de Maria apuntant a la seva tomba. L'afirmació d'Ann Marten que somiava amb la ubicació de la tomba de Maria se sumà a l'apel·lació del cas perquè es fes públic a la premsa.

Poc després que Corder sortís de la casa, Maria es va dirigir a trobar-se al Red Barn, situat al turó de Barnfield, a mig quilòmetre de la casa de Martens. Aquesta va ser la darrera vegada que se la va veure viva. Corder també va desaparèixer, però després es va presentar i va afirmar que Marten es trobava a Ipswich o algun altre lloc proper, i que encara no podia tornar-la a portar com la seva dona per por de provocar la ira dels seus amics i familiars. La pressió sobre Corder perquè parlés sobre on es trobava la seva esposa provocaren que abandonés la zona. I va començar a escriure cartes a la família de Marten afirmant que estaven casats i vivien a l'illa de Wight i ell donava diverses excuses per la seva falta de comunicació: que si estava malament, que si se li havia ferit la mà o que si es perdien les cartes.
La sospita va continuar creixent i la madrastra de Maria va començar a parlar de somnis on veia que Maria havia estat assassinada i enterrada al graner vermell. El 19 d'abril de 1828, va convèncer el seu marit perquè anés al Graner Vermell i cavés en una dels dipòsits de gra. Ràpidament va descobrir les restes de la seva filla enterrades en un sac. Estava en ple estat de descomposició, però encara es podia identificar. Es va dur a terme un reconeixement al Cock Inn de Polstead (construcció que encara segueix en peu), on el cos de Maria va ser identificat formalment per la seva germana Ann a partir d'algunes característiques físiques. Els seus cabells i alguna cosa de roba eren reconeixibles, i se li coneixia que li faltava una dent que també mancava a la mandíbula del cadàver. Es van descobrir evidències que implicaven Corder en el crim: el seu mocador verd es va descobrir al coll del cos.

## Captura

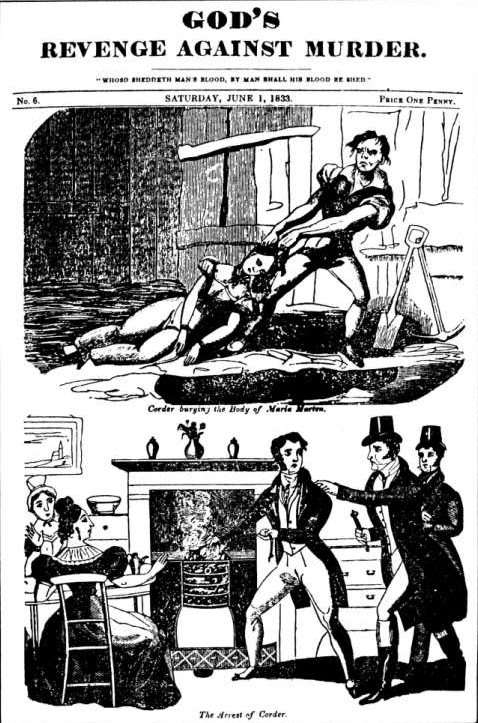
Aquest exemplar de "penny dreadful"(terror per un cèntim) del 1833 mostra l'enterrament de Maria, i Ayres i Lea arrestant a Corder

Corder es va descobrir fàcilment, ja que Ayres, el constable de Polstead, va poder obtenir la seva antiga adreça d'un amic. Ayres va comptar amb l'assistència de James Lea, un oficial de la policia de Londres que després va dirigir la investigació sobre "Spring-heeled Jack". Van fer un seguiment de Corder fins a Everley Grove House, a una pensió per a dones a Brentford. Corder dirigia l'hostal amb la seva nova esposa Mary Moore, a qui havia conegut a través d'un anunci del diari que havia publicat a The Times (i havia rebut més de 100 respostes). [a] Judith Flanders afirmà en el seu llibre del 2011 que també havia publicat anuncis a Morning Herald i The Sunday Times. Va rebre més de 40 respostes a Morning Herald i 53 de The Sunday Times que mai va recollir. Aquestes cartes van ser publicades posteriorment per George Foster el 1828.
Lea va aconseguir entrar amb el pretext que volia pujar a la seva filla allà, i va sorprendre a Corder a la sala. Thomas Hardy va assenyalar l'informe de la seva captura de la Crònica del Comtat de Dorset :
Lea el va portar a un costat i el va informar dels càrrecs, però Corder va negar tots els coneixements tant de Maria com del crim. Una recerca de la casa va destapar un parell de pistoles que suposadament es van comprar el dia de l'assassinat; algunes cartes d'un senyor jardiner que podrien contenir advertiments sobre la descoberta del crim; i un passaport de l'ambaixador francès, proves que suggereixen que Corder podria estar preparant-se per fugir.

## Judici

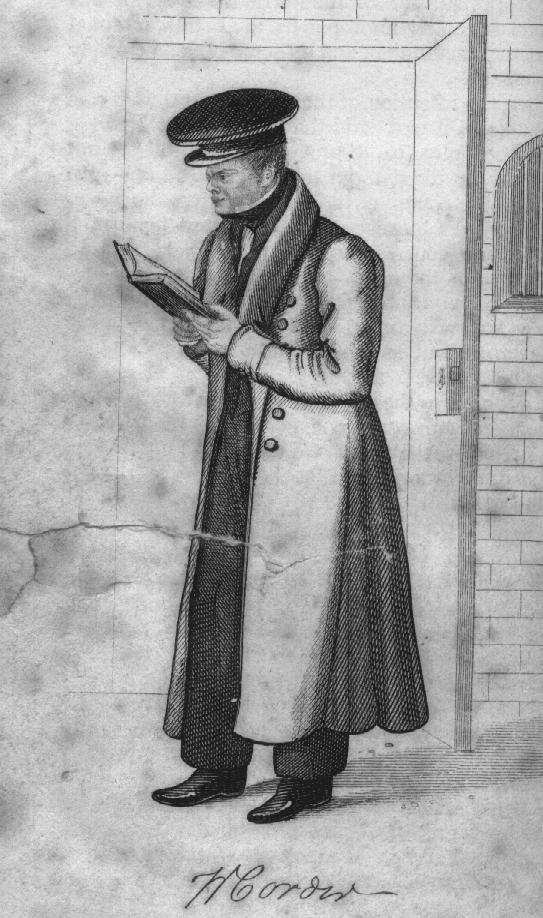
William Corder espera el judici

Corder va ser traslladat a Suffolk on va ser jutjat a Shire Hall, Bury St Edmunds. El judici va començar el 7 d'agost de 1828 i va haver de ser ajornat diversos dies per l'interès que havia generat el cas. Els hotels de Bury St Edmunds van començar a omplir-se des del 21 de juliol, i l'ingrés al jutjat va ser només per bitllet a causa del gran nombre que volia veure el judici. Malgrat això, el jutge i els funcionaris judicials encara van haver d'esforçar-se per avançar corporalment a través de les multituds que s'havien reunit al voltant de la porta d'entrada.
El jutge va ser el Chief Baron of the Exchequer, William Alexander, que no estava satisfet amb la cobertura que havia donat la premsa al cas "en detriment manifest del presoner engarjolat". The Times, tanmateix, va felicitar el públic per mostrar bon sentit per alinear-se contra Corder. Corder va presentar una al·legació de no culpabilitat.
No es va poder establir la causa exacta de la mort de Marten. Es pensava que un instrument afilat s'havia endinsat a la connexió dels ulls, possiblement l'espasa curta de Corder, però aquesta ferida també podria haver estat causada per la filada del seu pare quan estava exhumant el cos. No es va poder descartar l'estrangulació, ja que el mocador de Corder s'havia descobert al voltant del coll; i per afegir la confusió, les ferides al cos van suggerir que havia estat disparat. L'acusació particular va acusar Corder d'assassinar Maria Marten, disparant-la de forma criminal i voluntàriament amb una pistola pel cos, i també apunyalant-la amb un punyal. Per evitar qualsevol possibilitat de misteri, va ser acusat de nou càrrecs, inclòs un de falsificació.
Ann Marten va ser cridada per donar testimoni dels esdeveniments del dia de la desaparició de Maria i dels seus somnis posteriors. Thomas Marten va explicar llavors al tribunal com havia excavat la seva filla, i el germà de deu anys de Maria, George, va revelar que havia vist a Corder amb una pistola carregada abans del presumpte assassinat i que després l'havia vist caminar des del graner amb un piolet. Lea va donar proves sobre l'arrest de Corder i els objectes trobats durant la recerca de casa seva. La fiscalia va suggerir que Corder mai no hagués volgut casar-se amb Maria, però que el seu coneixement d'alguns dels seus tractes delictius li havia donat un control i que el robatori dels diners enviats pel pare del seu fill havia estat una font de tensió entre ells.
Corder va donar llavors la seva pròpia versió dels esdeveniments. Va admetre estar al graner amb Maria, però va dir que havia marxat després que discutissin. Va afirmar que va sentir un tret de pistola mentre ell es trobava allunyat, i que va tornar al graner per trobar-la morta amb una de les pistoles al seu costat. Va reclamar al jurat que li donés el benefici del dubte, però després de retirar-se, va trigar només 35 minuts a tornar amb un veredicte de culpabilitat. El baró Alexander el va condemnar a ser penjat i després ser dissecat:
Corder va passar els següents tres dies a la presó agonitzant sobre si es confessaria el crim i reflexionant si expiar els seus pecats davant Déu. Finalment, va confessar després de diverses reunions amb el capellà de la presó, i davant les peticions de la seva dona 
 i al·legacions del governant de la presó John Orridge. Va negar haver apunyalat a Maria, al·legant que l'havia disparat accidentalment als ulls després que discutissin mentre ella es canviava de roba.

## Execució i dissecció

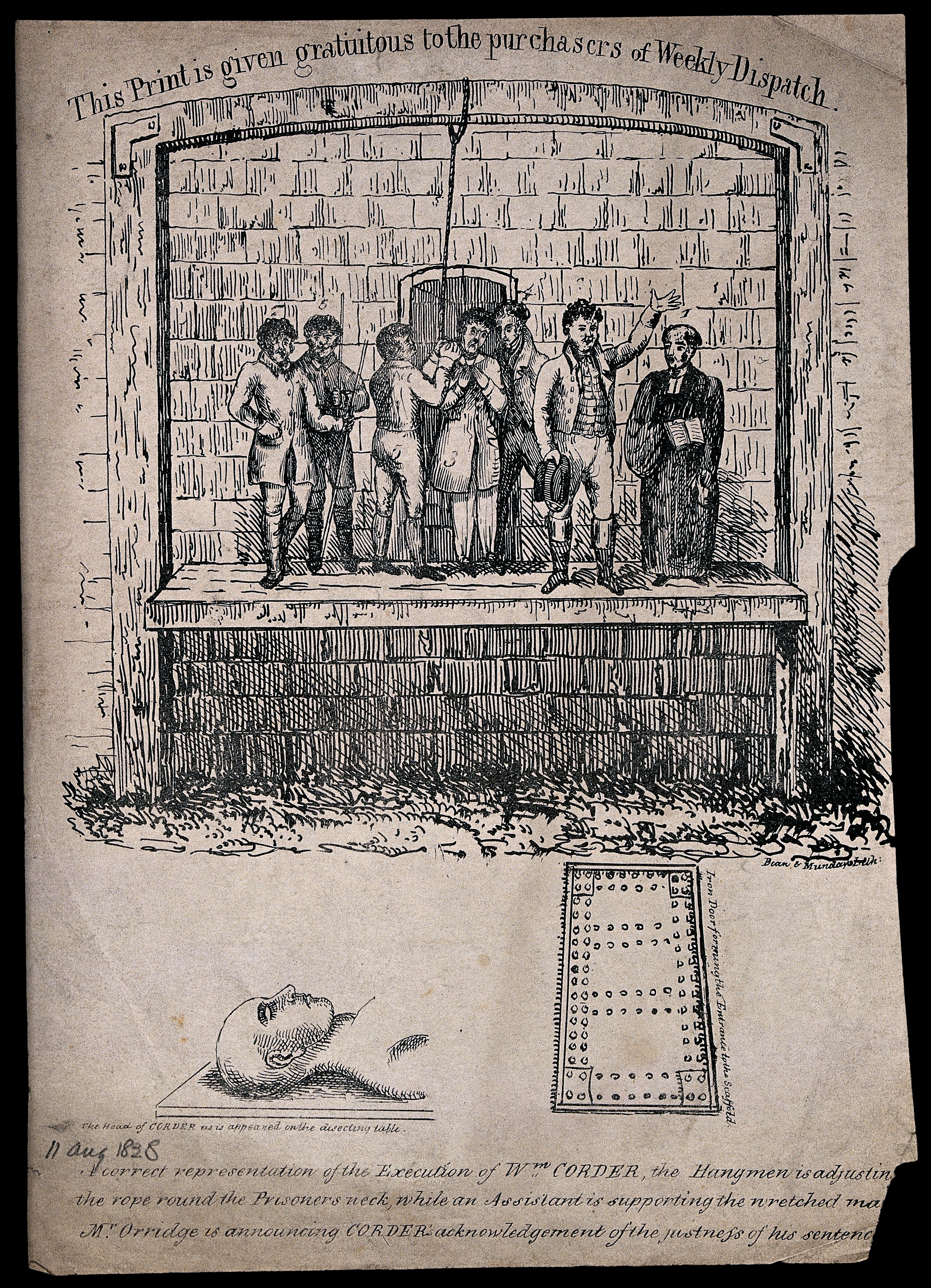
El botxí ajusta la corda al voltant del coll de Corder

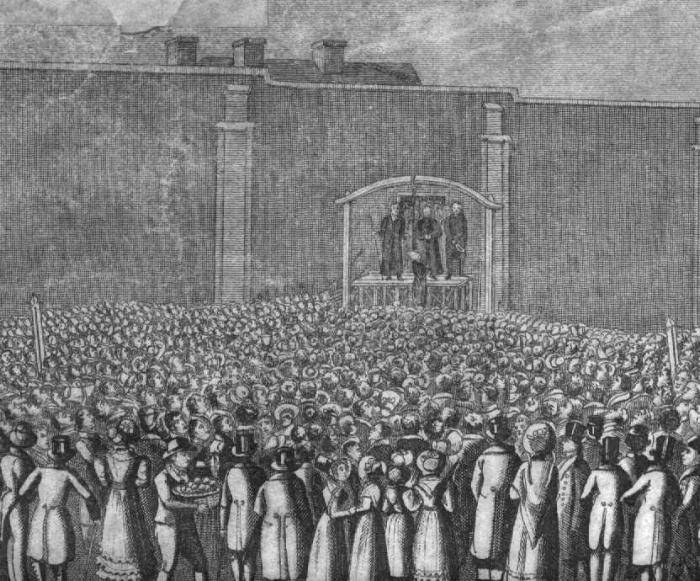
L'execució de William Corder

L'11 d'agost de 1828, Corder va ser executat a la forca i enterrat a St Edmunds, aparentment massa dèbil per aguantar-se dret. Va ser penjat poc abans migdia davant d'una gran multitud; un diari va reclamar que hi havia 7.000 espectadors, mentre d'altres afirmaven que 20.000. A l'ordre del governador de la presó, quan se li va retirar el capot, Corder va dir:
 
El seu cos va ser baixat avall després d'una hora pel botxí, John Foxton, qui va reclamar els pantalons de Corder i les mitges segons els seus drets. El cos va ser portat a Shire Sala, on va ser exposat esbudellat perquè es comprovés el rigor mortis en els músculs. Les multituds van ser permeses de poder comprovar el cadàver fins a les sis de la tarda, quan les portes varen tancar-se. Segons Norwich i Bury Post, més de 5.000 persones van passar a veure el cos.
L'endemà es va dur a terme la dissecció post mortem davant d'una audiència d'estudiants de la Universitat de Cambridge i de metges. Van circular informacions per Bury St Edmunds que havien portat una "bateria galvànica" de Cambridge, i era probable que el grup experimentés amb el galvanisme al cos; va connectar una bateria a les extremitats de Corder per demostrar la contracció dels músculs. L'estern es va obrir i es van examinar els òrgans interns. Es va discutir si la causa de la mort era l'ofec ; es va informar que es va veure que el pit de Corder va augmentar i baixar durant diversos minuts després que havia caigut, i es va creure probable que la pressió sobre la medul·la espinal l'hagués matat. L'esquelet s'havia de tornar a muntar després de la dissecció i no va ser possible examinar el cervell, de manera que els cirurgians es van conformar amb un examen frenològic del crani de Corder. Es va afirmar que el crani estava profundament desenvolupat en les àrees de "secretisme, adquisitivitat, destructivitat, filoprogenitivitat i imitativitat" amb poques evidències de "benevolència o veneració". El bust de Corder del Moyse's Hall Museum de Bury St Edmunds és un original realitzat per Child of Bungay com a eina per a l'estudi de la frenologia de Corder.
Es van fer diverses còpies de la màscara mortuòria de Corder i encara es conserva una rèplica al Moyse's Hall Museum. També es conserven al museu artefactes del judici, alguns dels quals pertanyents a Corder. Una altra rèplica de màscara mortal es guarda als calabossos del castell de Norwich. La pell de Corder va ser bronzejada pel cirurgià George Creed i solia lligar un relat de l'assassinat.[b]
L'esquelet de Corder es va tornar a muntar, exposar i utilitzar com a ajut per a l'ensenyament a l'Hospital West Suffolk. Es va exposar al Museu Hunterian, al Royal College of Surgeons d'Anglaterra, on penjava al costat del de Jonathan Wild. I el 2004, els ossos de Corder van ser retirats i incinerats.

## Rumors
Després del judici, es van plantejar dubtes tant sobre la història dels somnis d'Ann com sobre el destí del fill de Corder i Marten. Ann només tenia un any més que Maria, i es va suggerir que ella i Corder havien tingut una aventura i que els dos havien planejat l'assassinat de Maria perquè la relació pogués continuar sense obstacles. Els somnis d'Ann havien començat pocs dies després que Corder es casés amb Moore, i es va suggerir que la gelosia era el motiu per revelar el lloc de descans del cos i que els somnis eren un simple subterfugi.
Van circular altres rumors sobre la mort del fill de Corder i Marten. Tots dos van afirmar que havien portat el seu fill mort a enterrar-lo a Sudbury, però no es van poder descobrir registres ni es va trobar cap rastre del lloc d'enterrament del nen. En la seva confessió escrita, Corder va admetre que ell i Marten havien discutit el dia de l'assassinat sobre la possibilitat que es descobrís el lloc d'enterrament.
El 1967, Donald McCormick va escriure The Red Barn Mystery, que va revelar una connexió entre Corder i el falsificador i l'assassí en sèrie Thomas Griffiths Wainewright quan el primer era a Londres. Segons McCormick, Caroline Palmer, una actriu que apareixia amb freqüència en un melodrama basat en el cas Red Barn i que havia estat investigant l'assassinat, va concloure que Corder potser no havia matat Maria, però que una gitana local podria haver estat l'assassina. No obstant això, la investigació de McCormick s'ha posat en dubte sobre altres històries relacionades amb la policia i la delinqüència, i aquesta informació no s'ha acceptat generalment.

## Interès popular
El cas tenia tots els elements per encendre un fervorós interès popular: el malvat escuder i la pobra nena, la icònica escena d'assassinat, l'element sobrenatural dels somnis profètics de la madrastra, l'obra de detectius d'Ayres i Lea (que més tard es va convertir en el personatge únic "Pharos Lee "en versions escèniques dels esdeveniments), i la nova vida de Corder que va ser el resultat d'un anunci de cerca de parella. Com a conseqüència, el cas va crear la seva pròpia petita indústria.

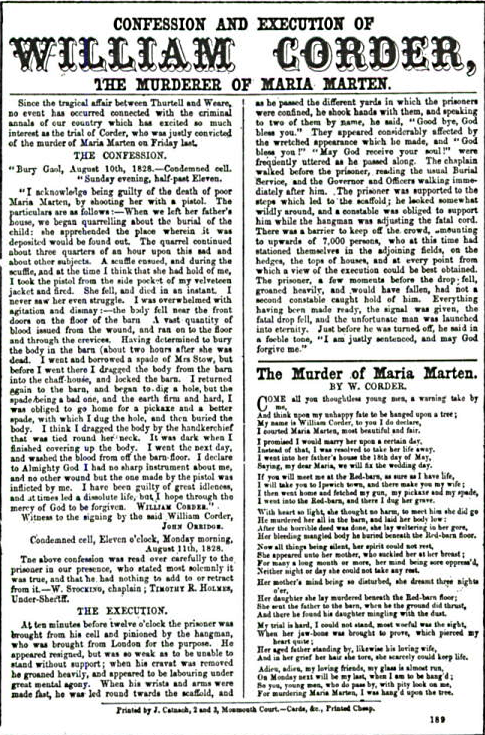
La cobertura periodística de James Catnach va vendre més del milió de còpies

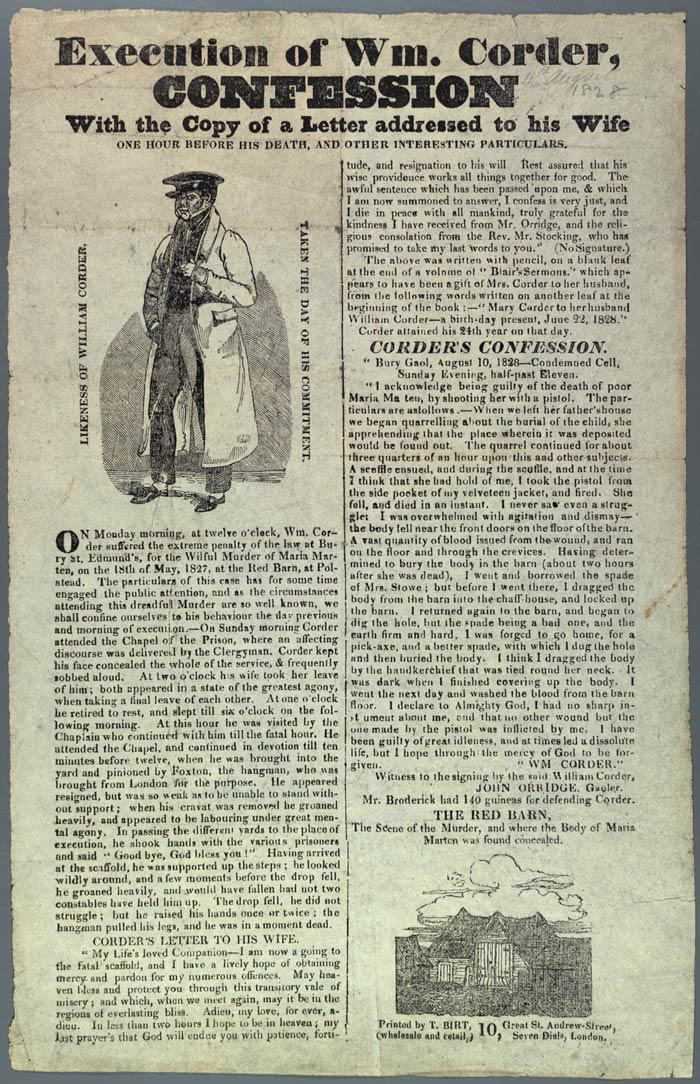
Una portada publicada per T. Birt incloent imatges i l'última carta de Corder a la seva dona

Es feien obres de teatre mentre Corder encara esperava el judici i un autor anònim va publicar una versió melodramàtica de l'assassinat després de l'execució, un precursor de les novel·les de Newgate que es van convertir ràpidament en els més venuts. The Red Barn Murder va ser un tema popular, juntament amb la història de Jack Sheppard i altres homes de la carretera, lladres i assassins, per a petites obres de teatre casolanes, obres de teatre barates representades a les habitacions del darrere de cases públiques. James Catnach va vendre més d'un milió amb la seva cobertura del cas[c] (diaris sensacionalistes d'un sol full) que donaven detalls de la confessió i l'execució de Corder, i incloïen una balada sentimental suposadament escrita pel mateix Corder (encara que és més probable que fos obra de Catnach o algú a càrrec seu). Va ser una de les cinc balades sobre el delicte que van aparèixer directament després de l'execució.
Es van establir i distribuir moltes versions diferents dels esdeveniments a causa de l'emoció al voltant del judici i la demanda pública d'entreteniments basats en l'assassinat, cosa que va dificultar als lectors moderns discernir els fets de l'embelliment melodramàtic. Del judici existeixen bons registres oficials, i el millor registre dels esdeveniments al voltant del cas es considera generalment el de James Curtis, un periodista que va passar temps amb Corder i dues setmanes a Polstead entrevistant els interessats. Aparentment, estava tan connectat amb el cas que un artista de diaris a qui se li va demanar que produís una imatge de l'acusat va dibuixar una imatge de Curtis en lloc de Corder.

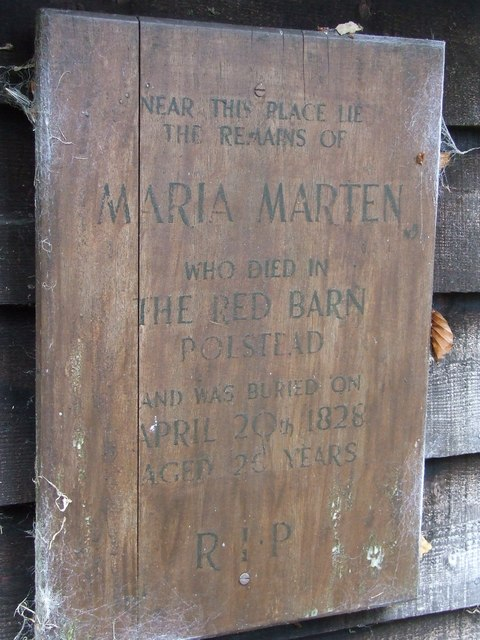
Memorial a Maria Marten al cementiri de St Mary's, Polstead

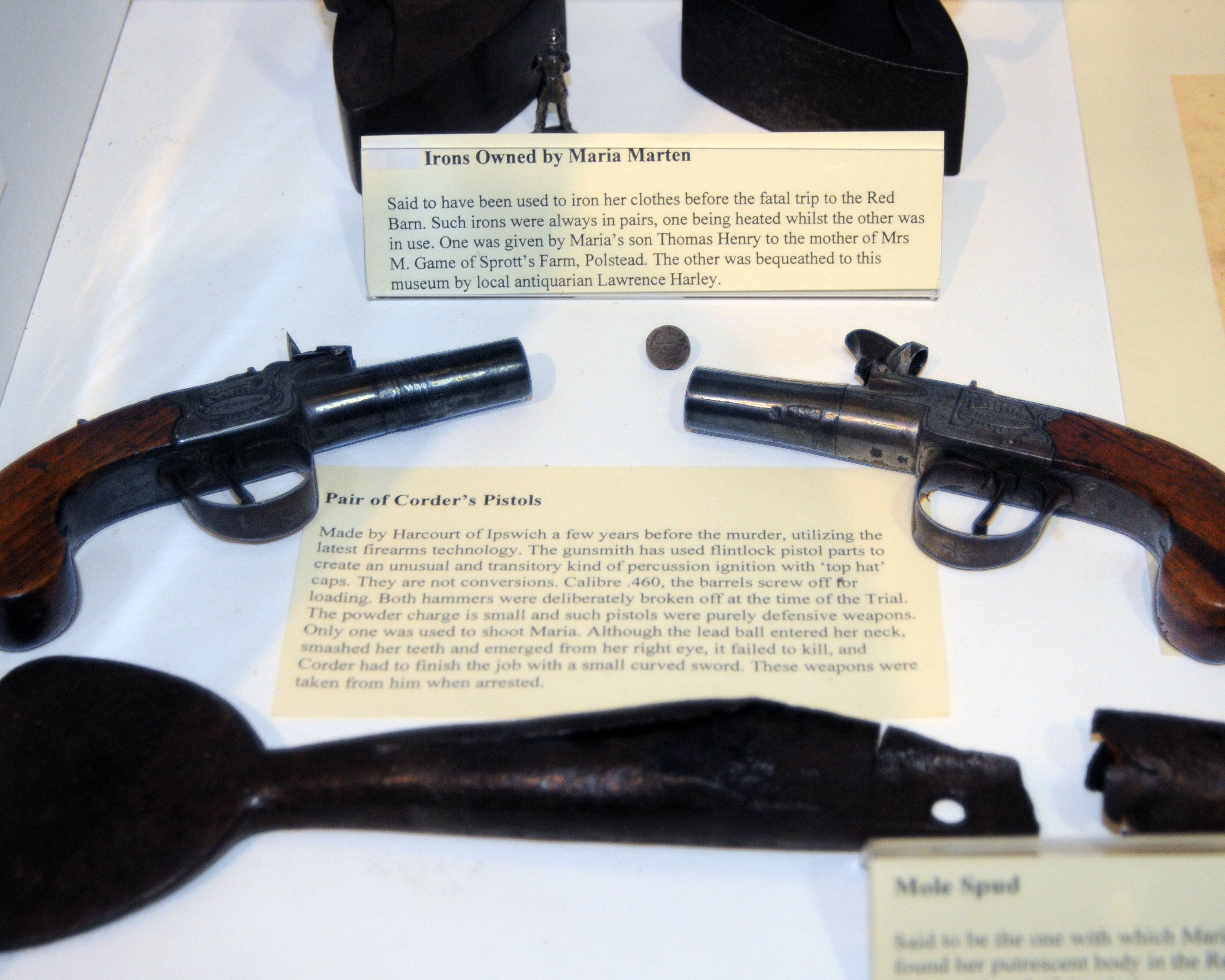
Exposició de Red Barn Murder al Moyse's Hall, Bury St Edmunds

Els trossos de corda que s'utilitzaren per penjar Corder es venien per una moneda guinea. Una part del cuir cabellut de Corder amb una orella encara enganxada es mostrava en una botiga a Oxford Street. Un pèl dels cabells de Maria es va vendre per dues guinees. Polstead es va convertir en un lloc turístic, amb visitants que viatjaven des de lluny com Irlanda; Curtis va estimar que 200.000 persones van visitar Polstead només el 1828. El graner vermell i la casa de Martens van despertar un interès particular. El graner va ser despullat per obtenir records, fins que les taules es van treure dels costats, es van trencar i es van vendre com escuradents. Va ser demolit després del judici, però es va deixar en peu i finalment es va cremar el 1842.[d] Fins i tot la pedra sepulcral de Maria al cementiri de St Mary's, Polstead va ser finalment destruïda pels caçadors de records; ara només hi ha un rètol al cobert que marca el lloc aproximat on es trobava, encara que el seu nom es dona al poble de Marten's Lane. Es van vendre models i esbossos de ceràmica i es van compondre cançons, inclosa una citada a l'òpera Hugh the Drover de Vaughan Williams i Five Variants of Dives and Lazarus .
L'esquelet de Corder es va exposar en una vitrina a l'Hospital de Suffolk i, aparentment, va ser equipat amb un mecanisme que feia que el braç apuntava cap a la caixa de recollida quan s'hi acostava. Finalment, el crani va ser retirat pel doctor John Kilner, que va voler afegir-lo a la seva extensa col·lecció de records de Barn Barn. Després d'una sèrie d'esdeveniments desafortunats, es va convèncer que el crani estava maleït i el va lliurar a un amic anomenat Hopkins. Altres desastres van patir els dos homes i finalment van pagar que el crani fos enterrat per intentar aixecar la suposada maledicció.
L'interès pel cas no es va esvair ràpidament. L'obra de teatre Maria Marten o The Murder in the Red Barn existia en diverses versions anònimes; va ser un èxit sensacional al llarg de mitjan segle xix i potser va ser l'obra més representada de l'època. Els espectacles peep de fira victoriana es van veure obligats a afegir obertures addicionals als seus espectadors quan exhibien els seus espectacles de l'assassinat. Les obres de l'època victoriana tendien a retratar a Corder com un monstre de sang freda i a Maria com l'innocent a qui depredava; la seva reputació i els seus fills d'altres pares van ser obviats, i Corder es va convertir en un home gran. Charles Dickens va publicar un relat de l'assassinat a la seva revista All the Year Round després de rebutjar-lo inicialment perquè sentia que la història era massa coneguda i el relat dels somnis de la madrastra bastant desbaratat.

La fascinació va continuar fins al segle XX amb cinc versions cinematogràfiques, incloent-hi Maria Marten de 1935 o The Murder in the Red Barn protagonitzada per Tod Slaughter,[e] i el drama de la BBC de 1980 Maria Marten, amb Pippa Guard en el paper principal. La història ha estat dramatitzada per a ràdio diverses vegades, incloent-hi dos drames radiofònics de Tod Slaughter (un emès al programa regional de la BBC el 1934, i un emès al BBC Home Service el 1939). El relat de l'assassinat produït el 1953 per a la sèrie de ràdio CBS Crime Classics, titulada "La història de matar a William Corder i la filla del pagès". I "Hanging Fire", una difusió de la BBC Monday Play el 1990 que explicava la història dels fets que van conduir a l'assassinat, tal com es veia a través dels ulls de la germana de Maria Ann. Christopher Bond va escriure The Mysterie of Maria Marten and the Murder in the Red Barn el 1991, una versió escènica melodramàtica amb alguns elements polítics i de conte popular.